# Fluorbenzeen
Fluorbenzeen is een gefluoreerde aromatische koolwaterstof met als brutoformule C6H5F. De stof komt voor als een kleurloze, ontvlambare vloeistof, die slecht oplosbaar is in water, maar goed mengbaar is in alcoholen, benzeen en ethers.

## Synthese
In tegenstelling tot chloorbenzeen en broombenzeen is een directe halogenering van benzeen niet mogelijk met difluor, vanwege de hoge toxiciteit ervan en vanwege de hoge exothermiciteit van de reactie. Fluorbenzeen kan wel bereid worden met de Schiemann-reactie. Deze synthese gaat uit van aniline, dat met een mengsel van natriumnitriet en zoutzuur wordt omgezet in het overeenkomstige diazoniumzout. Dit zout wordt in reactie gebracht met ammoniumtetrafluorboraat, waarbij fluorbenzeen ontstaat. Daarnaast ontstaan ook nog stikstofgas, boortrifluoride en ammoniumchloride.
{\displaystyle {\ce {C6H5N2+Cl- + NH4BF4 -> C6H5F + BF3 + N2 + NH4Cl}}}

## Toepassingen
Fluorbenzeen is vanwege de zeer sterke koolstof-fluorbinding een relatief inerte verbinding en kan bijgevolg gebruikt worden als oplosmiddel voor zeer reactieve verbindingen. Van fluorbenzeen kan een metaalcomplex (adduct) met titanium gesynthetiseerd worden:
Als gevolg van deze coördinatie wordt de koolstof-fluorbinding geactiveerd.